# 暴鱼属
暴鱼属（学名：Feroxichthys）是在中华人民共和国云南省东部及贵州省西部地区发现的生活在中三叠纪安尼期的一类大型肉食性基干新鳍鱼类，隶属于疣齿鱼科。

## 特征
暴鱼属与疣齿鱼属（Colobodus）相似，其下颌内侧和翼骨上都具有粗壮的牙齿，但暴鱼属的上颌口缘牙齿更为强壮有力，显示出更强的捕食能力。

## 物种
截止2021年，本属目前发现以下2种：
- †云南暴鱼 Feroxichthys yunnanensis Xu, 2020
- †盘州暴鱼 Feroxichthys panzhouensis Ma，Xu & Geng，2021[3]